# Hovsta
Hovsta est une localité de Suède située à une dizaine de kilomètres d'Örebro.